# Lugoj
Lugoj (njem.; Lugosch, srp.; Lugož, mađ.; Lugos) je grad u županiji Timiş u rumunjskom dijelu Banata. Drugi po veličini u županiji nakon Temišvara.

## Zemljopis
Grad se nalazi rumunjskog dijela Banata i se nalazi na istočnom obodu Panonske nizine, ispod Karpata. Grad se smjestio na mjestu gdje rijeka Tamiš, koja dijeli grad na dva dijela, izlazi iz brdskog predjela u ravnicu. Klima je umjereno kontinentalna s blagim zimama i umjereno toplim ljetima.

## Stanovništvo
Prema popisu stanovništva iz 2002. godine grad je imao 44.636 stanovnika. Većinsko stanovništvo u Rumunji, s mađarskom i njemačkom manjinom
| Etnički sastav 2002. |        |          |
| narod                | broj   | postotak |
| Rumunji              | 36.968 | 82,9%    |
| Mađari               | 4.262  | 9,6%     |
| Nijemci              | 1.279  | 2,9%     |
| Romi                 | 1,075  | 2.4%     |
| Ukrajinci            | 705    | 1,6%     |
| ostali               | 282    | 0,6%     |
| ukupno               | 44.571 | 100%     |

## Vanjske poveznice
- Službena stranica grada  Arhivirana inačica izvorne stranice od 3. rujna 2006. (Wayback Machine)

### Ostali projekti
|  | Zajednički poslužitelj ima još gradiva o temi Lugoj |